# Перейра, Аристидиш
Аристи́диш (Аристи́дес) Мари́я Пере́йра (порт. Aristides Maria Pereira; 17 ноября 1923 года, Фунду-даш-Фигейраш, остров Боа-Вишта, Кабо-Верде — 22 сентября 2011, Коимбра) — политический и государственный деятель Кабо-Верде и Гвинея-Бисау, один из основателей Африканской партии независимости Гвинеи и Кабо-Верде (ПАИГК). Участник антиколониальной вооружённой борьбы, сподвижник Амилкара Кабрала. Генеральный секретарь ПАИГК и ПАИКВ в 1973—1990 годах. Первый президент Кабо-Верде с 5 июля 1975 по 22 марта 1991 года. Отошёл от политики после поражения на первых многопартийных выборах.

## Ранние годы
Родился в многодетной семье католического священника, отказавшегося от соблюдения целибата. Отец Аристидиша Перейры проповедовал в церкви и работал учителем, мать была крестьянкой. Семейство Перейра было глубоко привержено традиционным ценностям и деревенской патриархальности.
Окончил среднюю школу на Сан-Висенти, в то время единственную на Кабо-Верде (Островах Зелёного Мыса). В 1947 году, во время засухи и экономического кризиса, перебрался на заработки в Бисау. Окончил техническое училище, получил специальность техника-телеграфиста. Поступил оператором в почтово-телеграфную компанию Correios, Telégrafos e Telefones (CTT). Сошёлся с группой выходцев из Кабо-Верде, сформировавших футбольную команду в Бисау.
Был направлен работать в Бафату, однако тяжело переносил климат континентальной Португальской Гвинеи. Несколько месяцев провёл в больнице, после чего возвратился на Кабо-Верде. Затем снова прибыл в распоряжение CTT. Работал в Бисау и Боламе. К национальному движению первоначально отношения не имел, хотя с юности возмущался насилием колониальных властей.

## В антиколониальном движении
В 1951 году Аристидиш Перейра познакомился с Амилкаром Кабралом. Под его влиянием примкнул к подпольному антиколониальному движению MINGP. В 1956 году принял участие в учреждении Африканской партии независимости Гвинеи и Кабо-Верде (ПАИГК). Полностью разделял идеи Кабрала, принадлежал к его ближайшим соратникам.
В бытность Амилкара Кабрала генеральным секретарём ПАИГК Аристидиш Перейра являлся его заместителем. Участвовал в подпольной борьбе второй половины 1950-х и начала 1960-х годов. Во время войны за независимость 1963—1973 годов Перейра был одним из организаторов партизанской армии FARP, с 1965 года — член Военного совета. Находился в штаб-квартире ПАИГК в Гвинее. Руководил дипломатической службой ПАИГК, возглавлял партийную делегацию в Конференции националистических организаций португальских колоний (CONCP). Наладил эффективное сотрудничество с антиколониальными движениями МПЛА и ФРЕЛИМО, рядом африканских правительств, западноевропейской общественностью.
Аристидиш Перейра был в ПАИГК неоспоримым руководителем «номер 2», после Амилкара Кабрала. По объёму партийной власти, влиянию и авторитету он превосходил даже Луиша Кабрала, который приходился Амилкару сводным братом.
20 января 1973 года Амилкар Кабрал был убит в результате операции португальской спецслужбы PIDE/DGS. Заговорщики во главе с Иносенсио Кани и Мамаду Нджаем захватили Аристидиша Перейру в плен и подвергли жестокому избиению. Его попытались вывезти на катере из Конакри. Однако заговор был быстро подавлен, Перейра освобождён гвинейскими военными (по другим данным — советскими военными моряками с эсминца «Бывалый» по просьбе президента Гвинеи Секу Туре).
В июле 1973 года II съезд ПАИГК избрал Аристидиша Перейру генеральным секретарём партии. При его лидерстве была доведена до победного завершения антиколониальная борьба, провозглашена независимость Республики Гвинея-Бисау (24 сентября 1973, признана 10 сентября 1974) и Республики Кабо-Верде (5 июля 1975).

## Во главе Кабо-Верде
Аристидиш Перейра занял пост первого президента Кабо-Верде. На Островах был установлен однопартийный марксистский режим по типу реального социализма.
В то же время правление Перейры отличалось некоторой умеренностью на фоне аналогичного режимов в Гвинее-Бисау и тем более в Анголе и в Мозамбике. Политические репрессии не приобрели столь широких масштабов, сохранялись традиционные экономические формы, на прагматичной основе поддерживались связи с западными странами и до некоторой степени даже с ЮАР. Республика Кабо-Верде участвовала в Движении неприсоединения, активно развивала отношения с Ливией и КНР.
Первые годы независимости Аристидиш Перейра проводил курс на объединение Кабо-Верде с Гвинеей-Бисау. Однако в ноябре 1980 года в Бисау произошёл государственный переворот. Луиш Кабрал, давний сподвижник Перейры и выходец с Кабо-Верде, был отстранён от власти (при этом Перейра не пожелал принять Кабрала в Кабо-Верде, что резко ухудшило прежние дружеские отношения). Новый глава Гвинеи-Бисау Жуан Бернарду Виейра являлся выразителем неприязни националистов-банту к мулатам Кабо-Верде.
От объединительного проекта пришлось отказаться. Окончательный раскол был конституирован в январе 1981 года созданием Африканской партии независимости Кабо-Верде (ПАИКВ) во главе с Аристидишем Перейрой. Существует распространённое мнение, что именно на Островах Зелёного Мыса, а не в Гвинее-Бисау, претворялись в жизнь заветы Амилкара Кабрала.

## Уход из политики
В 1990 году, на фоне мировой тенденции, власти Кабо-Верде отказались от однопартийной системы. В 1991 году были проведены свободные альтернативные выборы президента и парламента. Президент Перейра баллотировался от правящей ПАИКВ. Решительную победу одержала оппозиционная партия Движение за демократию (MpD). Лидер MpD Антониу Монтейру собрал более 73 % голосов, Аристидиш Перейра — менее 27 %.
После отставки с президентского поста Аристидиш Перейра ушёл из активной политики. Жил с семьёй частной жизнью. Давал интервью прессе, много рассказывал об истории ПАИГК и о собственной биографии. В 2003 издал книгу воспоминаний O meu testemunho: uma luta, um partido, dois paíse — Моё свидетельство: одна битва, одна партия, две страны.

## Кончина
Скончался 22 сентября 2011 года в возрасте 87 лет в больнице Коимбрского университета. Траурная церемония была организована на правительственном уровне. В официальном заявлении подчёркивалось, что имя Аристидиша Перейры стоит рядом с именем Амилкара Кабрала.

## Семья
Аристидеш Перейра был женат, имел двух дочерей. Его жена Карлина Перейра возглавляла при режима ПАИГК-ПАИКВ женскую организацию Кабо-Верде.